# Gaio Giulio Igino
Gaio Giulio Igino (in latino Gaius Iulius Hyginus; Alessandria d'Egitto o Hispania, 64 a.C. circa – 17 d.C. circa) è stato uno scrittore e bibliotecario romano.

## Biografia
Igino nacque in Hispania o ad Alessandria d'Egitto e fu allievo dell'erudito Alessandro Poliistore attorno al 9 a.C. Di nascita servile, fu liberto dell'imperatore Augusto, come dimostrano il nomen e il praenomen.
A Roma divenne direttore della biblioteca annessa al Tempio di Apollo Palatino, distinguendosi per la sua cultura in vari campi. Fu molto amico, tra l'altro, di Ovidio.

## Opere
Igino scrisse numerose opere di filologia, di geografia, di storia, di agricoltura e di critica, di cui ci sono giunti solamente i titoli o pochi frammenti. Tra le opere storiche, compose De vita rebusque illustrium virorum, in almeno sei libri; De familiis Troianis; Exempla; di carattere geografico era poi il De origine urbium Italicarum, in almeno due libri, mentre antiquarie erano il De Dis Penatibus e il De proprietatibus deorum, probabilmente composti sulla scia delle Antiquitates di Varrone. Più propriamente tecniche, sempre sulla scia delle trattazioni varroniane, erano il De agri cultura e il De apibus, mentre all'attività filologica rinviavano i Commentarii in Vergilium in cinque libri, e i Commentarii in Propempticon Pollionis di Elvio Cinna.
Da qualcuno è considerato l'autore delle Fabulae al posto dell'omonimo Igino, ascrivibile all'età antonina. Proprio le Fabulae appartengono al genere letterario della mitografia in prosa, nato con lo scopo di costruire un vero e proprio manuale di mitologia, un repertorio ad uso soprattutto di studenti. Le fonti di questa trattazione sono per lo più greche (Omero, Esiodo, Apollonio Rodio), anche se molto spesso, rielaborando trame tragiche, permette di ricostruire i soggetti di drammi perduti della tragedia greca e romana, pur non essendo esente da marchiani errori di traduzione o interpretazione dell'originale. Lo stile fa ricorso ad un linguaggio semplice ed essenziale, in genere schematico e talora ripetitivo, particolarmente adatto alla lettura scolastica e comunque idoneo a un pubblico di media cultura.